# Beawar
Beawar es una ciudad situada en el distrito de Ajmer, en el estado de Rajastán, India. Según el censo de 2011, tiene una población de 342 935 habitantes.

## Etimología
El nombre de la localidad se adoptó de una villa local llamada Beawar Khas por los británicos.

## Historia
Beawar fue fundado por Dixon, un coronel británico, en 1836. En aquel momento formaba parte de la India Británica.

## Geografía
La ciudad está localizada en las coordenadas 26°06′N 74°19′E / 26.1, 74.32, a una elevación media de 439 metros.

## Demografía
Según el censo de la India de 2001, Beawar contaba con una población de 223.701. De ellos el 52% eran varones y el 48% mujeres. El nivel medio de alfabetismo de Beawar es del 71%, mayor que la media nacional, del 58%. En Beawar, el 14% de la población tiene menos de 6 años. Las gentes de Beawar son religiosamente tolerantes y árabes, hindúes y cristianos viven en armonía. Algunos de los templos más destacados de Beawar son Neel Kanth Mahadev (Shivá) o Balaji Maharaj (Hánuman). La población en 1901 ascendía a 21.928 habitantes.

## Economía
La ciudad era un gran centro de comercio, especialmente de algodón sin tratar, y tenía presas de algodón. Actualmente las principales industrias incluyen unidades basadas en minerales y de producción de maquinaria, herramientas y accesorios; tubos de hormigón prefabricados; plásticos; textiles, y muebles de madera. Es el mayor productor de cemento en el norte de la India y la sede de la empresa Shree Cement. Cuenta con reservas de minerales como feldespato, cuarzo, asbesto, magnesita, calcita, mica, caliza, esmeraldas y granito.
Beawar es también famosa por sus tilpatti, un dulce elaborado con semillas de sésamo y azúcar.

## Educación
Los centros de educación más importantes son:
- St Paul's Sr.High (convento)
- Sardar vallabh bhai patel school (pública)
- Central Academy (Shree Cement)
- Kendriya Vidhyalaya (pública)
- B L Gothi School (de nueva creación)
- Mangal Newton School (de nueva creación)

## Cultura
La Feria Baba Ramdev ji Beawer Fair es popular entre los turistas. También la celebración del festival de los colores, conocida localmente como Holi, atrae a muchas gentes de los alrededores para celebrar el "Baadshah" ("Rey").